# Hôtel de Matignon
Pour les articles homonymes, voir Matignon.
L'hôtel de Matignon, ou simplement Matignon, est un hôtel particulier situé au no 57, rue de Varenne, dans le 7e arrondissement de Paris.
Ayant appartenu à différentes familles aristocratiques, comme les Montmorency, ou des notables, comme Talleyrand en 1807, il est confisqué puis acheté par l'État français en 1922 et est, depuis 1935, la résidence officielle et le lieu de travail du chef du gouvernement français.
Le bâtiment comporte à l'arrière un parc de trois hectares.
Dans le langage courant et les médias, « Matignon » désigne par métonymie le Premier ministre ou ses services.
Depuis le 13 décembre 2024, l’hôte des lieux est François Bayrou, Premier ministre.

## Histoire

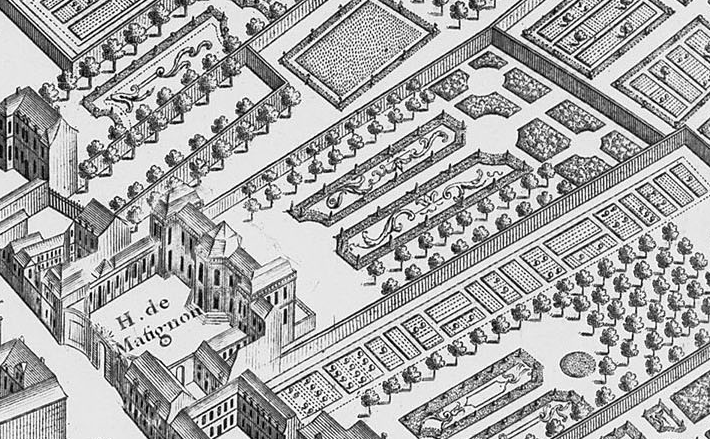
L'hôtel de Matignon vers 1737 selon le plan de Turgot.

L'hôtel particulier est bâti sur ordre de Christian Louis de Montmorency-Luxembourg, prince de Tingry, qui le commande en 1722 à l'architecte Jean Courtonne, sur un terrain qu'il avait acheté en 1719.
Les travaux se révélant plus coûteux que prévu, le prince de Tingry vend l'hôtel en voie d'achèvement à Jacques III Goyon de Matignon le 23 juillet 1723. Lors de l'acquisition, le nouveau propriétaire retire le marché de travaux à Courtonne, soupçonné d'indélicatesse, mais lui conserve la fonction d'architecte jusque dans les premiers mois de 1724.
Lorsque Courtonne est en définitive supplanté comme architecte par Antoine Mazin, le gros-œuvre et la décoration extérieure sont achevés et la décoration intérieure est en cours d'achèvement. Mazin se borne à réaliser le portail, dont Courtonne se plaignit d'ailleurs au motif que son couronnement est trop semblable à celui de l'hôtel. Les travaux sont terminés en 1724.
L’hôtel de Matignon est nommé en mémoire du lieu d’origine des comtes de Matignon, commune dans les Côtes-d’Armor. Un hôtel de cette commune porte d’ailleurs aussi le nom d'« hôtel de Matignon ».

### DuXVIIIeau milieu duXIXesiècle
Jacques III Goyon de Matignon meurt le 14 janvier 1725 et son fils, Jacques IV Goyon de Matignon, hérite de l'hôtel. Par l'intermédiaire de sa femme Louise-Hippolyte Grimaldi, princesse de Monaco, lorsque celle-ci meurt prématurément, Jacques IV devient lui-même de 1731 à 1733 prince de Monaco sous le nom de Jacques Ier ; l'édifice passe ensuite à leurs descendants : les princes de Monaco.

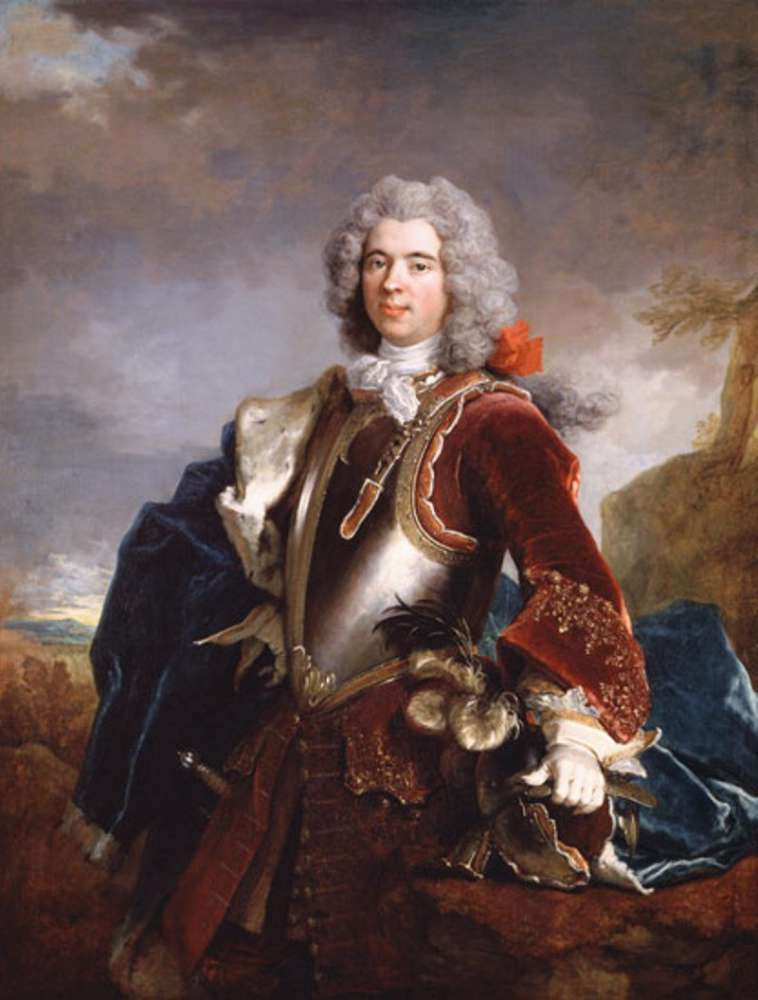
Le prince Jacques Ier de Monaco par Nicolas de Largillierre.

De 1757 à 1770, Maria Caterina Brignole Sale, princesse de Monaco, y réside, tandis que son époux, Honoré III, prince de Monaco de 1733 à 1793, fils et héritier de Jacques Ier, préfère ses domaines normands ; la princesse est ainsi la première Brignole-Sale à marquer l'histoire de l'hôtel.
Le 10 février 1744, Claude-Constant Jouvenel des Ursins d'Harville épouse Antoinette Goyon de Matignon dans la chapelle de l'hôtel, aujourd'hui disparue. 
À la Révolution, le prince Honoré III reste à Paris. Sa principauté de Monaco est annexée en février 1793 par la République française et son hôtel est placé sous séquestre. Arrêté en décembre 1793, il est emprisonné jusqu'en octobre 1794 et, fatigué par sa détention, meurt en son hôtel le 12 mai 1795. Son fils aîné, Honoré IV, vend l'hôtel en 1804 à l'homme d'affaires britannique Quentin Craufurd, époux de Eleanore Sullivan, ancienne maîtresse du comte Axel de Fersen.
En 1807, ceux-ci l'échangent avec Talleyrand, qui, après y avoir organisé sous l'Empire de grandes fêtes en l'honneur d'ambassadeurs étrangers, ainsi que des réceptions retentissantes par leur luxe, doit le revendre en 1811 à Napoléon Ier.
En 1816, au début de la Restauration, Louis XVIII l'échange contre le palais de l'Élysée avec Bathilde d'Orléans, duchesse de Bourbon.
À sa mort en 1822, cette dernière le laisse à sa nièce Adélaïde d'Orléans, sœur du futur Louis-Philippe Ier, qui le fait occuper par une communauté de religieuses avant de le louer de 1838 à 1848 à Herman Thorn, un riche colonel américain qui affecte, au fond du parc de l'hôtel, le « Petit Trianon » à des offices religieux épiscopaliens. À son décès, Adélaïde d'Orléans le transmet à son neveu, Antoine d'Orléans, duc de Montpensier.
Loué par le duc de Montpensier à l'État, Matignon devient la résidence du général Cavaignac de juillet à décembre 1848 puis celle de Pierre Jules Baroche, président du Conseil d'État en 1852[réf. souhaitée].

### L'hôtel de Galliera
En 1852, Antoine d'Orléans, duc de Montpensier vend l'hôtel à Raffaele de Ferrari, duc de Galliera. Renommé « hôtel de Galliera », le bâtiment est remanié par l'architecte Félix Duban.

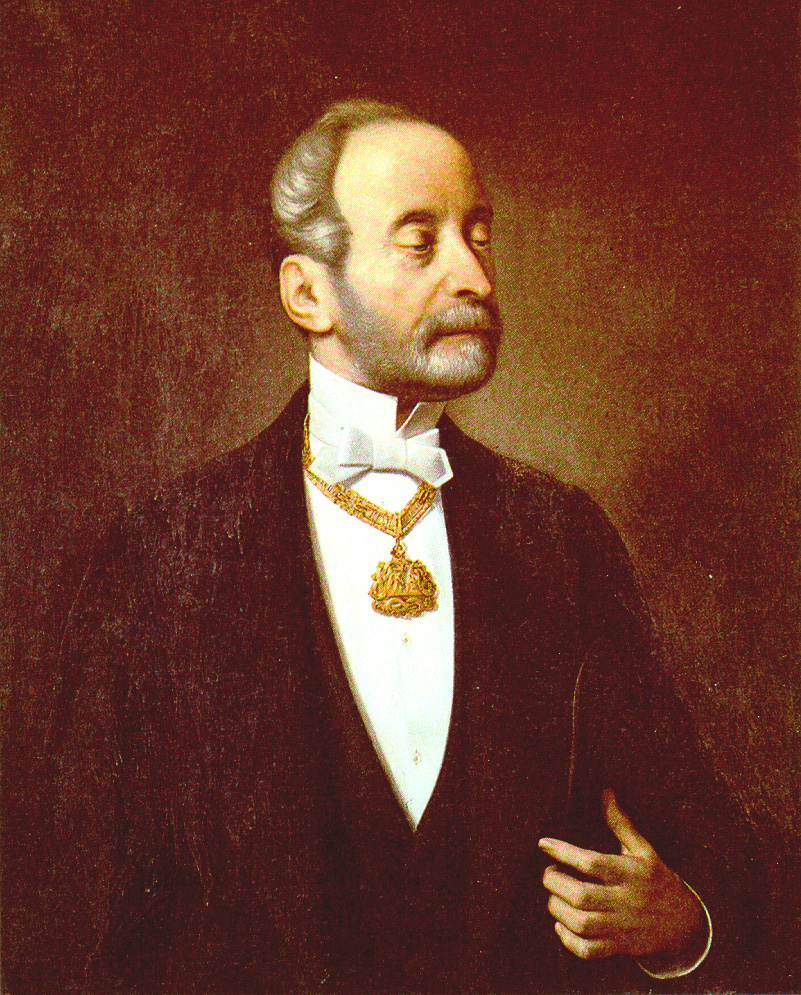
Raffaele de Ferrari, duc de Galliera.

Après la mort du duc, prince de Lucedio, en 1876, sa veuve Maria Brignole Sale De Ferrari, duchesse de Galliera et incidemment arrière-petite-nièce de la princesse de Monaco Maria Caterina Brignole Sale, y réside seule jusqu'en 1886, entourée de quelque deux cents domestiques.
Elle accueille gracieusement le comte de Paris, neveu d'Antoine d'Orléans et prétendant au trône de France, avec sa famille, au rez-de-chaussée de l'hôtel, tandis que son fils réside dans une aile et qu'elle-même se réserve l'usage du premier étage et du parc.
Durant ces dix années de veuvage, la richissime duchesse fait preuve d'une générosité qui lui fait mériter le titre de grande philanthrope, finançant écoles, hôpitaux, musées, maisons de retraite et œuvres pieuses et de charité tant en France que dans sa ville natale.
En 1886, le comte de Paris, qui y demeure avec sa famille, y organise le 6 mars une somptueuse fête en l'honneur des fiançailles de sa fille aînée, la princesse Amélie d'Orléans, avec le prince héritier du Portugal, dom Carlos de Bragança, réception strictement privée où ni le corps diplomatique ni les représentants du pouvoir républicain ne sont invités. Cependant, l'événement donne lieu à un énorme battage médiatique de la presse royaliste qui scandalise les républicains. Peu de temps après, des députés présentent un nouveau projet de loi d'exil des prétendants au trône de France devant la Chambre et celui-ci reçoit, cette fois, le soutien du gouvernement.
Ainsi, le 23 juin 1886, après bien des débats, paraît une nouvelle loi d'exil qui touche les prétendants au trône et leur fils aîné en les obligeant à quitter le territoire national, ainsi que tous les autres princes français en les rayant des listes de l'armée. Averti des résultats du vote alors qu'il se trouve au château d'Eu, le comte de Paris prend la décision de quitter immédiatement la France.
Après le vote de la loi d'exil, la duchesse de Galliera offre son hôtel gracieusement à l'empereur d'Autriche-Hongrie, François-Joseph Ier d’Autriche pour en faire son ambassade après sa mort ; mais la duchesse, humiliée par l'ingratitude du gouvernement, décide de quitter la France et de léguer ses collections artistiques, non pas à la ville de Paris comme elle l'avait envisagé, mais à celle de Gênes.
Pendant l'Exposition universelle de 1900, le compositeur et chef d'orchestre autrichien Gustav Mahler donne des concerts au Trocadéro et au Châtelet et séjourne alors à l'hôtel de Matignon, qui était à l'époque l'ambassade d'Autriche-Hongrie.

### Résidence du chef du gouvernement
Devenu siège de l'ambassade d'Autriche, l'hôtel est mis sous séquestre au lendemain de la Première Guerre mondiale, comme bien ennemi.

En 1922, la France finit par acheter l'hôtel et en fait le siège des tribunaux arbitraux mixtes institués par le traité de Versailles,. 

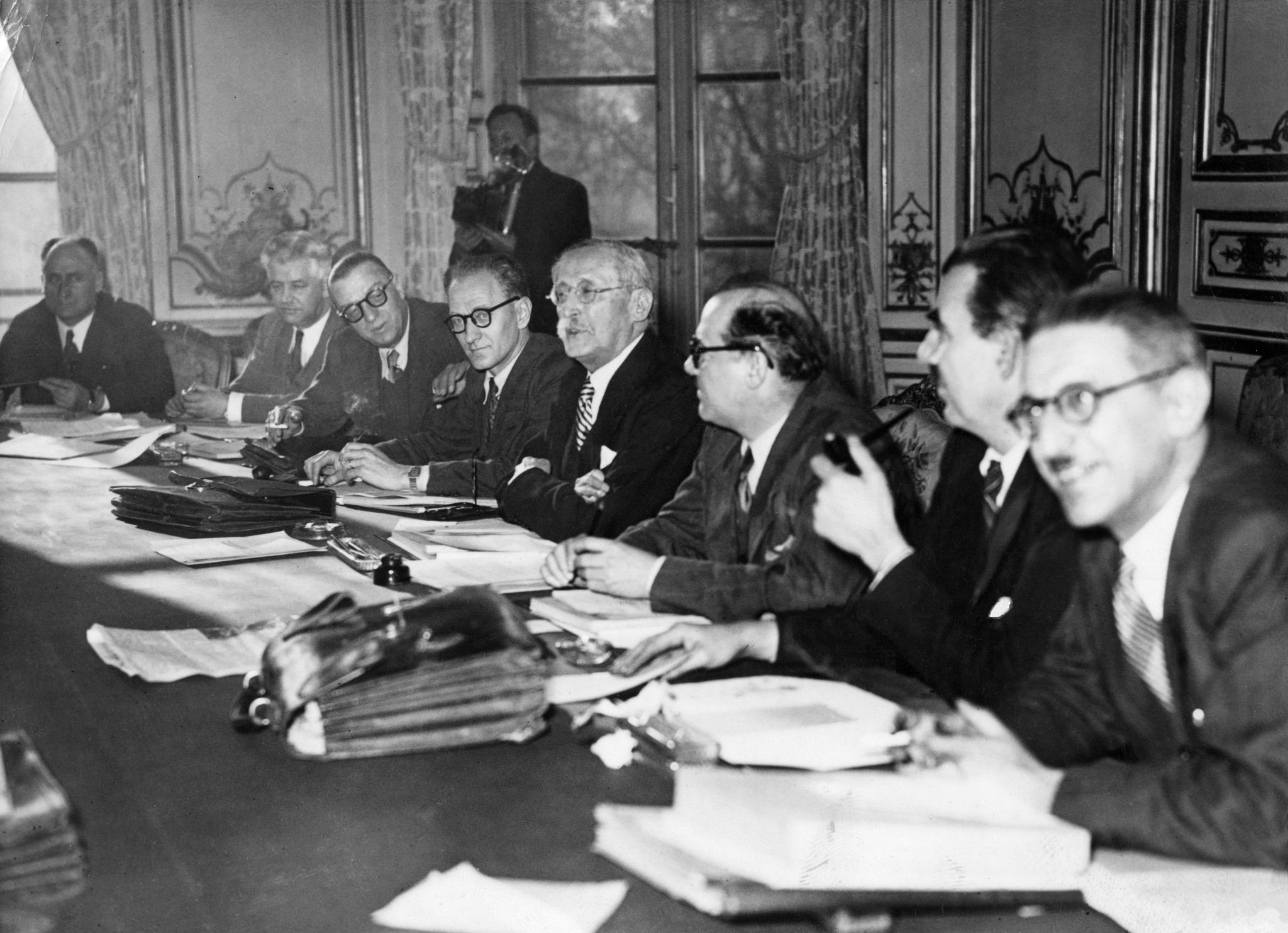
Léon Blum, entouré des ministres de son troisième gouvernement, dans la salle du conseil en 1946.

Après avoir songé à en faire un musée, puis des maisons d'habitation, Gaston Doumergue, ancien président de la République appelé à la présidence du Conseil, décide d'en faire la résidence du président du Conseil des ministres, décision qui ne devient effective qu’après l’adoption d’une loi sous son successeur Pierre-Étienne Flandin, en décembre 1934.
Selon le site de l’institution, Pierre-Étienne Flandin est le premier à s’y installer, en 1935. Le livre L'Hôtel de Matignon (2018) indique pour sa part que la décision n’entre dans les faits qu'en 1936, rejoignant la volonté de Léon Blum de moderniser l'exécutif : jusque là, le chef du gouvernement n'avait pas de siège fixe, puisque ce titre accompagnait un autre portefeuille ministériel, dont le bâtiment abritait en conséquence de façon temporaire les services du président du Conseil. À cette époque, l'hôtel de Matignon offre un vaste appartement de fonction au premier étage.
Par la suite, tous les chefs du gouvernement font de l’hôtel de Matignon leur lieu de travail. Le 25 août 1944, à la libération de Paris, seul avec sa future femme Claire, Yvon Morandat prend possession de l'hôtel Matignon au nom du Gouvernement provisoire, mais Charles de Gaulle ne l'occupe pas, après la Seconde Guerre mondiale, s’installant à l’hôtel de Brienne (actuel ministère des Armées).
Avec la Ve République, l'hôtel demeure la résidence officielle du chef du gouvernement, même si le titre de président du Conseil des ministres est remplacé par celui de Premier ministre.
Après la mairie de Paris en 2006 et le palais de l'Élysée en 2013, dans un contexte de réduction des budgets et de sobriété, les services du Premier ministre mettent en vente 10 % de ses caves, soit 1 400 bouteilles possédant un macaron à l'effigie de l'hôtel de Matignon. La vente, organisée par la maison Cornette de Saint-Cyr, a lieu le 6 décembre 2013. Matignon entend désormais ne servir que des deuxièmes crus aux dîners officiels.

## Parc
L'hôtel comporte à l'arrière un parc de trois hectares, dessiné en 1902 par Achille Duchêne, qui est le plus grand espace vert privé de Paris avant celui du palais de l'Élysée et celui — public — de l'hôtel de Biron (musée Rodin) ; il allie perspective « à la française » et plantation « à l'anglaise ».

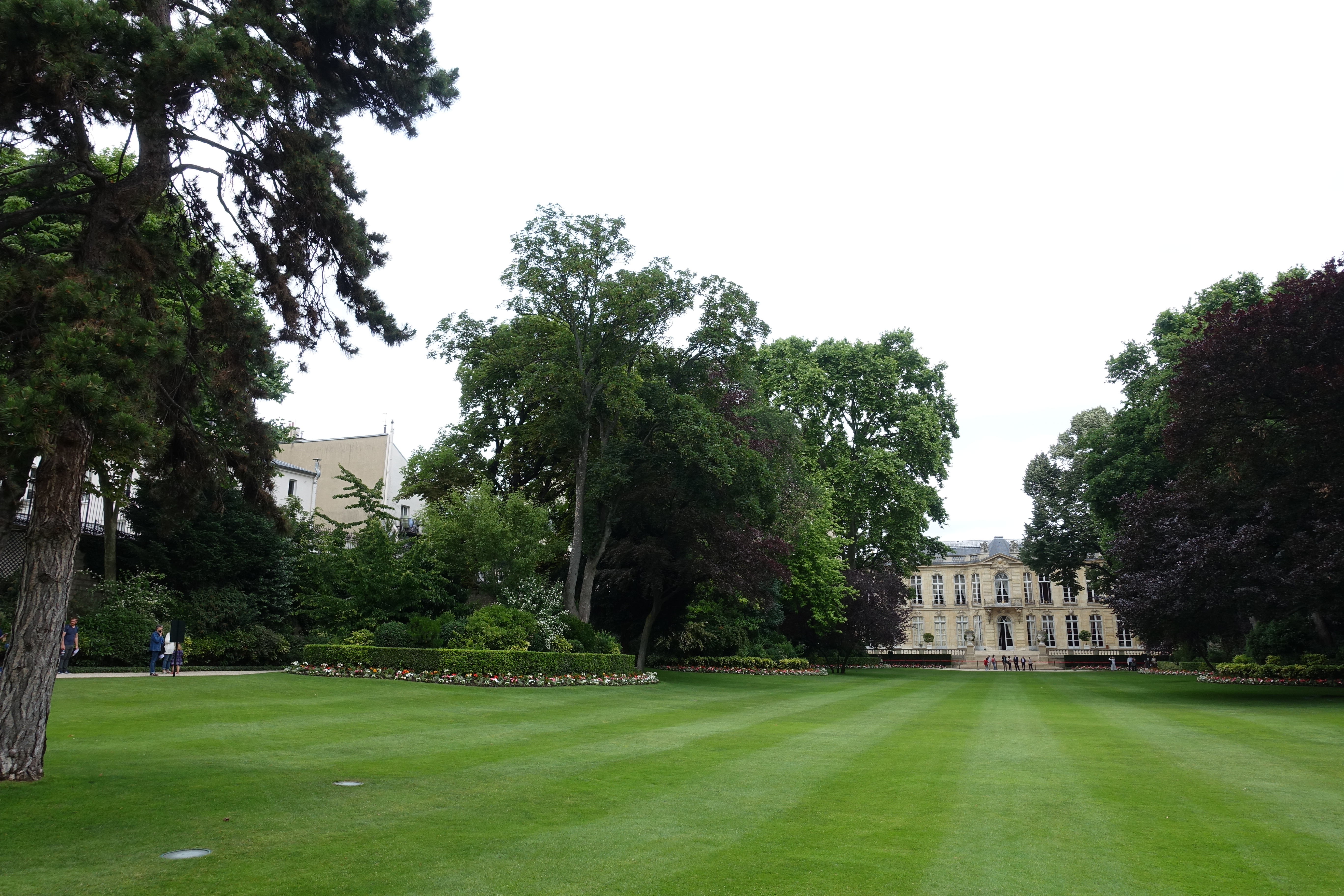
Le parc de l'hôtel de Matignon.

Le pavillon de musique, datant du XVIIIe siècle, est un petit bâtiment comportant trois chambres, une salle à manger, un salon ovale orné de boiseries et un autre salon ; il accueille des réunions et des dîners officiels,.
Le parc compte plusieurs éléments remarquables dont :
- une statue de Pomone du XVIIIe siècle, située à l'extrémité d'une allée de 111 tilleuls, taillés en marquise ;
- une glacière du XVIIIe siècle ; cette glacière permettait de conserver la glace récoltée pendant l'hiver.

À partir de janvier 2013, il fut ouvert au public le premier samedi de chaque mois, l'accès se faisant depuis une entrée annexe située no 36, rue de Babylone, mais cette ouverture a été annulée par la suite à cause du plan Vigipirate à l'instar de l'ouverture au public du palais de l’Élysée.
Il est visitable deux fois par an sur inscription : en juin lors des Rendez-vous aux Jardins, et en septembre lors des Journées européennes du patrimoine.

### Espèces végétales
On y trouve une centaine d'espèces différentes.
Depuis Raymond Barre, qui a planté un érable à sucre, chaque chef du gouvernement, à l'exception de Jacques Chirac, y a planté un arbre. La plantation d'un arbre par le Premier ministre est devenue une tradition de la vie politique française.

## Protection
L'hôtel est classé aux monuments historiques par arrêté du 3 janvier 1923 pour l'hôtel et ses dépendances, son parc et son pavillon de musique.

## Accès
Ce site est desservi par les stations de métro Rue du Bac (ligne 12) et Varenne (ligne 13).

## Annexe